# Hydrometer

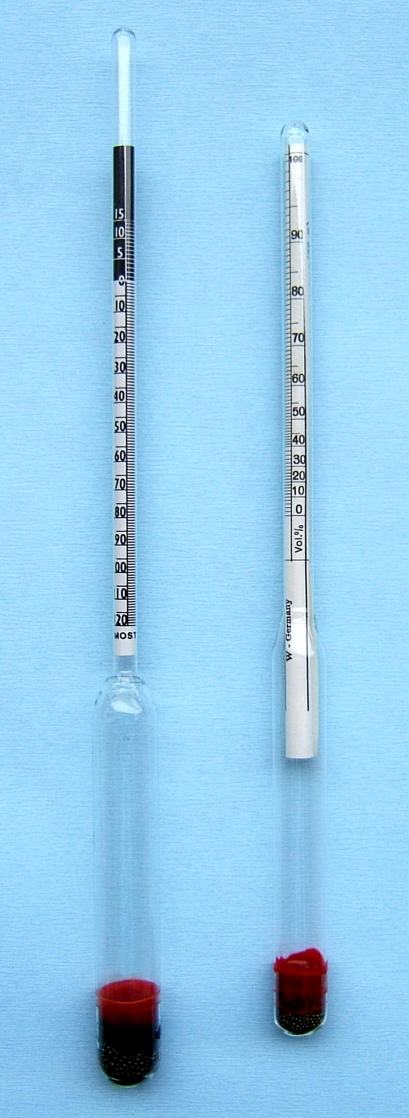
En hydrometer för vinbryggning, en så kallad oechslemätare till vänster och en enkel alkomätare till höger.

Hydrometer eller areometer är ett instrument för att mäta vätskors densitet.
En enkel hydrometer är oftast tillverkad av glas och är en sluten, rörformad behållare. Denna är indelad i två funktionellt olika delar. Nederst utgörs hydrometern av en något lite uppsvälld del, vilken till sin större del utgör flytkropp. Längst ner i denna finns en noga anpassad mängd blykulor (vilka är sammanlimmade, så att de inte kan skramla omkring i glasröret). Blykulorna fungerar som sänke. Flytkroppen avslutas uppåt med ett smalt rör, i vilket en skala ligger innesluten, eller på vilket en skala är inristad alternativt fastsatt. När hydrometern sänks ner i en vätska, sjunker den ner i densamma och flyter på grund av sin konstruktion i upprätt ställning. Beroende på vätskans densitet (i äldre litteratur dess "specifika vikt"), sjunker hydrometern ner till ett visst djup, och ett värde kan läsas av på skalan där vätskeytan möter glasrörets övre, skalförsedda del. 
Funktionen hos en hydrometer bygger på Arkimedes princip. Denna säger i korthet att en kropp som nedsänks i en vätska och håller sig flytande påverkas av en uppåtriktad kraft, som är lika stor som den undanträngda vätskans tyngd. Ju lägre densitet vätskan har, desto djupare sjunker kroppen (i det här fallet hydrometern) och tvärtom, eftersom det behövs en större volym av en vätska med lägre densitet, för att dess tyngd skall motsvara tyngden av kroppen (hydrometern).
Om hydrometern inte flyter utan sjunker ner helt i vätskan, kan inget värde på densiteten erhållas. Det som då kan räknas ut är själva volymen av hydrometern samt det förhållandet att vätskans densitet är lägre än det på hydrometern lägst angivna värdet.

## Användning
Då vätskor kan ha mycket olika densitet, tillverkas hydrometrar för olika ändamål. En hydrometer för alkohol och andra, lätta vätskor sjunker djupt ner, och måste därför ha en konstruktion och en skala som är avpassad för detta. En sådan kan inte användas för till exempel starkt salthaltiga lösningar, i vilka en hydrometer avsedd för alkohol endast sjunker ner så litet, att den kanske inte ens förmår hålla sig i lodrätt läge.
En vanlig typ av hydrometer är den som används för att mäta sockerhalten i druvmust (egentligen druvmustens densitet). Den kallas efter sin uppfinnare, tysken Ferdinand Oechsle, för oechslemätare. Graderingen på denna är i så kallade ochslegrader eller öchslegrader. Med hjälp av detta värde kan vinbryggaren avgöra en lång rad omständigheter, exempelvis när vinet är färdigjäst, alkoholhalten, vinets restsötma med mera. En ölbryggare använder en hydrometer på i stort sett samma sätt beträffande öl. Om oechslemätaren sjunker så långt ner i vinet att ytan hamnar inom skalans svarta del (se bilden ovan), innebär detta att det knappt finns något socker alls kvar men att istället alkoholhalten är hög. 
En alkomätare är en hydrometer som mäter förhållandet mellan alkohol och vatten i en spritsort. Notera att värdet inte blir rättvisande för en söt likör, eftersom sockerhalten i denna kommer att påverka mätningen.
De flesta vätskor kan mätas med en hydrometer om man känner till densiteten för de i vätskan ingående beståndsdelarna, så att hydrometerns skala kan anpassas efter dessa värden, och om vätskan inte har alltför hög viskositet (se nedan).

### Felkällor

#### Avläsningsfel

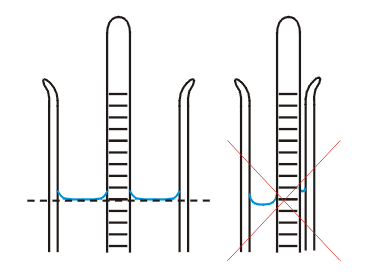
Hydrometern flyter fritt i mätglaset till vänster men är placerad i ett för smalt mätglas till höger och kommer därför att ge ett felaktigt mätvärde.

Oftast häller man den vätska, vars densitet skall mätas i ett mätglas, i vilket hydrometern därefter sänks ner. Vattenbaserade vätskor är vad man inom fysiken kallar vätande, det vill säga ytspänningen gör att vattenytan böjer sig svagt uppåt mot kärlets väggar och mot föremål som stoppas ner i vätskan. Det är detta fenomen som skapar kapillärkraft. Är vätskeytan tillräckligt stor, låt säga fem centimeter i diameter, bildas en helt plan vätskeyta i mätglasets mitt, på vilket hydrometern kan flyta fritt. Om däremot mätglaset är för smalt, bildar hela vätskeytan en svagt konkav yta, vilket kan få hydrometern att flyta ut åt sidan och lägga sig dikt an mot mätglasets vägg, eftersom vätskeytan är någon millimeter högre där. Detta kan därför ge ett något felaktigt avläst värde. Se bild.

Värdet skall inte läsas av exakt där vätskan möter hydrometerglaset utan där vätskeytan är plan.  

Om skalan utgörs av en remsa som ligger inne i hydrometern, måste man då och då kolla att den inte har rubbat sig ur sitt läge. Det gör man genom att kalibrera hydrometern. Detta går till så att hydrometern sänks ner i rent, rumstempererat vatten. Då bör värdet bli 0 (noll). Om det inte blir det, måste de övriga mätvärdena justeras i förhållande till felvärdet. 

#### Gasbubblor
Något annat som måste tas hänsyn till är om det finns något annat i vätskan som kan påverka mätningen. Vid jäsning av vin och öl bildas alltid koldioxid. Om hydrometern blir tätt besatt av små gasbubblor kommer den inte att ligga rättvisande djupt i vätskan, och det avlästa värdet blir för högt. Likaså måste hänsyn tagas om vätskan innehåller så mycket partiklar att den känns aningen viskös (se nedan Viskositet).

#### Emulsioner
Exempelvis mjölk är en emulsion av fettämnen, vilka är lättare än det vatten i vilket de är upplösta. Därför måste ett hydrometervärde avstämmas mot fetthalten i mjölken, för att ett rättvisande värde skall kunna erhållas.

#### Komplexa vätskor
Om vätskan är en lösning av fler beståndsdelar än två, och proportionerna mellan beståndsdelarna inte är ett fast värde, kan det vara svårt att exakt anpassa skalan. Den ovan nämnda oechslemätaren ger ett värde på dels halten löst socker, dels halten alkohol. Den kan aldrig ge ett objektivt sett rättvisande värde, utan är mera ett instrument för att få en indikation på hur jäsningsprocessen fortskrider. En hög halt alkohol samt en ganska hög halt socker kan nämligen ge samma värde som en ganska låg halt alkohol samt en låg halt socker eller som en låg halt alkohol samt en mycket låg halt socker. Ren alkohol har lägre densitet än vatten, medan en sockerlösning har högre, och i rätta proportioner kan dessa värden ta ut varandra. En blandning kan således ge ett visst värde vid fler än bara ett specifikt blandningsförhållande.  
 
Rätta värden måste därför räknas fram. För vinjäsning finns omvandlingstabeller och formler för detta.

#### Temperatur
En hydrometer är alltid avstämd för en viss temperatur hos den vätska eller lösning som skall mätas. Stora skillnader kan ge felaktiga värden. En hydrometer som skall användas vid mycket höga temperaturer måste naturligtvis vara tillverkad av ett material som tål detta. 

#### Viskositet
Om en vätska har mycket hög viskositet, det vill säga om den har hög inre friktion och således är trögflytande, exempelvis sirap, honung, tjocka oljor, färdigblandad cement  , silt etc, kan en hydrometer som fungerar enligt ovanstående inte användas. Det är då nödvändigt att använda någon annan metod. I sådana fall kan man istället mäta vätskans viskositet. En mätkropp som snurrar runt eller vibrerar i vätskan måste överbrygga friktionsmotståndet i vätskan, och detta ger ett värde på densiteten (och viskositeten). 